# 젤다의 전설 신들의 트라이포스 2

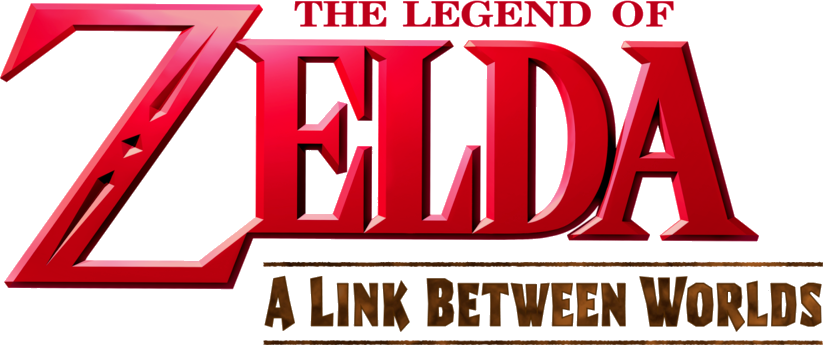

젤다의 전설 신들의 트라이포스 2(일본어: ゼルダの伝説 神々のトライフォース2 제루다노 덴세츠 카미가미노 토라이훠어스 니[*], The Legend of Zelda: A Link Between Worlds)는 2014년 6월 21일에 닌텐도에서 발매된 닌텐도 3DS용 액션 어드벤처 게임이다.

## 개요
미국에서 2013년 4월 17일 방송된 Nintendo Direct Luigi special 2 2013.4.17에서 처음 공개되었다.
1991년에 슈퍼 패미컴용으로 발매된 젤다의 전설 신들의 트라이포스의 속편이며, 신들의 트라이포스 이후 긴 시간이 흐른 뒤의 하이랄 평원이 이번 작품의 무대이다. 이 때문에 배경 음악과 음향 효과, 맵 구성, 그래픽 디자인 등에서 전작과 비슷한 점이 많다. 이번 작품에서는 하이랄 외에 로우랄(ロウラル, Lorule)이라는 세계가 존재한다. 주인공 링크가 사제 유가에 의해 그림 속에 봉인된 일곱 현자의 자손들을 구출, 하이랄과 로우랄 두 세계를 구하는 것이 이 게임의 목표이다.
닌텐도 3DS로 발매되는 젤다의 전설 시리즈 게임으로는 두 번째이지만, 시간의 오카리나 3D는 리메이크작이기 때문에 완전한 신작은 이 게임이 처음이다.
휴대용 3D 게임 중 처음으로 60프레임 속도를 채용한 작품이다.

## 등장 인물

### 주요 캐릭터
링크
(성우: 사이가 미츠키)
하이랄의 대장장이 견습생인 소년. 어떤 계기로 모험을 떠나게 된다. 후에 라비오의 팔찌의 힘으로 벽화가 되는 능력을 가지게 된다.
젤다
(성우: 후지무라 아유미)
하이랄의 공주. 트라이포스를 관리하며, 이 때문에 하이랄 성에서 유가에 의해 그림에 갇혀 로우랄로 납치된다. 트라이포스가 분열할 때 지혜의 트라이포스가 깃들었다. 최종결전에서 링크에게 빛의 활과 화살을 건네준다.
유가 (ユガ)
(성우: 오기노 세루)
로우랄의 사제. 정중한 말투를 사용한다. 로우랄의 성지에서 우연히 하이랄로 이어진 균열을 발견하고 하이랄에 트라이포스가 있다는 것을 알아낸다. 힐다 공주와 함께 하이랄의 트라이포스를 이용하는 것을 계획, 하이랄에 와서 일곱 현자를 그림에 가두고 로우랄 각지의 던전에 봉인했다. 트라이포스가 분열하고 봉인되어있던 가논을 부활해 힘의 트라이포스를 얻지만 힐다에 의해 봉인된 뒤 최종 결전에서 다시 소환되었다.
트라이포스의 힘으로 세계 정복을 노리고 있었는데 이로 인해 로우랄 부활에 트라이포스를 사용하고자 했던 힐다 공주와 대립, 그녀를 그림에 넣어 봉인하고 지혜의 트라이포스도 얻고자 링크를 공격한다. 그러나 자신이 쏜 공격을 링크가 받아쳐 그림에 봉인된다.
힐다 공주 (ヒルダ)
(성우: 하야미 케)
로우랄의 공주. 황폐해진 로우랄을 되살리기 위해 트라이포스를 사용하기로 계획, 유가를 하이랄에 보냈다. 용기의 트라이포스를 얻기 위해 유가의 힘을 억제, 현자를 구출하기 위해 로우랄에 온 링크를 지원한다. 최종 결전에서 젤다가 가진 지혜의 트라이포스를 얻었으나 트라이포스를 사용하는데 유가와 의견이 엇갈려 그림에 봉인된뒤 유가가 가져간다.
유가가 쓰러진 후에도 로우랄 재건을 포기하지 않았으나 로우랄에 온 라비오에 의해 자신의 행동을 깨닫고 뉘우친 뒤 링크와 젤다를 트라이포스와 함께 하이랄로 보낸다.
라비오 (ラヴィオ)
(성우: 사이가 미츠키, 斎賀みつき）
행상인. 링크의 집에 정착, 아이템 샵을 여는 대신 링크에게 팔찌를 준다. 같이 다니는 새 "시로"(シロ)는 아이템 회수를 담당하고 있다. 토끼 모습의 복면을 쓰고 있는데 실제 외모는 링크와 닮았다.
원래 로우랄에 거주하며 힐다를 모시고 있었지만, 힐다와 유가의 계획을 알게 되고 하이랄로 도망, 링크의 집에 아이템 샵을 열어 링크를 지원했다. 힐다가 야망을 포기하도록 설득한다.
사하스라라 (サハスラーラ)
(성우: 오기노 세루, 荻野晴朗）
카카리코 마을에 사는 현자
가논
과거 하이랄을 공포에 몰아넣었다가 용사에 의해 봉인된 마왕. 힘의 트라이포스가 가논에게 깃든 상태로 봉인되어 유가와 힐다에 의해 소환되고 유가의 마법으로 유가와 합쳐진다.

### 칠현자
유가에 의해 그림에 갇혀 로우랄 각지의 던전에 봉인되어 있으며, 링크가 구출하면 해방되어 현자로 각성한 뒤 링크에게 힘을 준다.
구리 (グリ)
(성우: 사이가 미츠키, 斎賀みつき）
링크가 일하고 있는 대장간의 외아들. 유가에 의해 어둠의 신전에 봉인된 후 링크에 의해 구출된다.
오렌 (オーレン)
(성우: 하야미 케）
조라 족의 여왕. 미끈미끈 돌을 누군가 훔쳐 모습이 변했다. 물의 사원에 봉인.
세레스 (セレス)
(성우: 하야미 케, はやみけい）
교회의 성직자. 유가에게 제일 먼저 그림에 갇힌다. 해골 숲에 봉인되었다.
아스팔 (アスファル)
(성우: 오기노 세루）
사하스라라의 제자인 청년. 세레스가 납치된 것을 알고 유가를 주목하나 링크의 눈앞에서 유가에 의해 그림에 갇힌다. 로우랄 마을의 한 집에서 링크에게 구출된다.
롯소 (ロッソ)
(성우: 오기노 세루, 荻野晴朗)
헤브라 산의 광산에서 채굴을 하는 남성. 직업 상 링크와 대장장이 가족과 알고 지냈다. 얼음의 유적에 봉인되었다.
아이린 (アイリン)
(성우: 사이가 미츠키, 斎賀みつき)
마법사 소녀. "초록"에게 친절하게 대하면 좋은 일이 생긴다는 점괘를 듣고 우연히 만난 링크에게 자신을 부를 수 있는 종을 준다. 유가에 의해 사막의 신전에 봉인된다.
임파 (インパ)
(성우: 하야미 케, はやみけい)
하이랄 성에 근무. 젤다의 곁을 지킨다. 세레스가 납치된 것을 보고 온 링크를 젤다에게 알현시키지만 유가에 의해 봉인되어 거북 바위에 갇혀 있다.

### 던전 보스
유가 (ユガ) (1회차)
동쪽 신전의 보스. 벽 속을 이동하면서 마법으로 공격한다.
게토 마고 (ゲト・マーゴ)
바람의 관의 보스. 위에 눈이 달린 원반 모양의 몬스터. 주변이 낭떠러지인 방을 돌아다니며 링크를 쳐내지만 보스 스스로는 공격하지 않는다.
데구테루 (デグテール)
헤라의 탑의 보스. 전작에서도 던전의 보스로 등장한 대형 애벌레. 스스로는 공격하지 않으면서 바닥을 돌아다닌다. 꼬리가 약점. 공격할 때마다 움직임이 빨라진다. 이후에 로우랄 성에서 중간 보스로 등장.
유가 (ユガ) (2회차)
하이랄 성의 보스. 이번에는 3장의 그림 분신을 만들어 전기 공격을 한다.
쥬얼락 (ジュエルロック)
어둠의 신전 보스. 맹수형 몬스터. 머리가 약점이다. 처음에는 투구를 쓰고 있으며, 투구를 공격해 깨뜨리면 울부짖어 횃불을 끈 뒤 빠르게 달려들어 공격한다.
워트 (ワート)
물의 사원의 보스. 데구테루와 마찬가지로 전작에서 던전의 보스로 등장한 대형 해파리. 처음에는 거품에 싸인 눈을 몸에 두르고 있다. 눈을 없애면 점프해 링크를 밟거나 레이저를 쏜다. 이후에 로우랄 성에서 중간 보스로 등장한다.
너클 마스터 (ナックルマスター)
해골 숲의 보스. 철제 장갑을 낀 오른손의 모습을 가지고 있다. 손바닥에 눈이 붙어있다. 바닥으로 자신을 내리치거나 주먹을 쥐고 달려들어 공격한다.
스탈 블라인드 (スタルブラインド)
버려진 자들의 아지트의 보스. 해골형 몬스터. 검과 방패를 가지고 있다. 체력이 줄어들면 방패를 버리고 회전 베기로 공격하며, 체력이 더 줄면 머리가 분리해 따로 공격한다.
블랙 슈 아이즈 (ブラックシュアイズ)
얼음의 유적의 보스. 털을 가진 몬스터이다. 몸 주변에 얼음 결정을 띄우고 있으며 이 결정들로 삼각형을 만들어 공격을 한다. 보스 자체도 몸을 얼려서 녹인 후 공격해야 한다.
자가나가 (ザーガナーガ)
사막의 신전의 보스. 식물 형태의 몬스터. 곳곳에 있는 기둥들을 옮겨 다니며 작은 몬스터를 보내 공격한다. 체력이 떨어지면 꽃잎 부분이 열려 빔을 쏘며 공격한다.
볼가롯크 (ボルガロック)
거북 바위의 보스. 바위를 뒤집어 쓴 거북이 모습의 몬스터. 처음에는 링크가 있는 철망 밑의 용암속에서 불기둥을 뿜으며 공격하며 체력이 줄면 철망위에 올라 목을 뻗거나 회전을 하며 공격한다.
유가 (ユガ) (3회차)
로우랄 성의 보스이자 이번 작품의 최종 보스. 가논과 합체해 힘의 트라이포스를 얻은 유가이다. 마법 공격과 삼지창을 휘두르며 육탄전을 벌이다 지혜의 트라이포스를 얻고 전기를 띠는 공을 던져 공격한다. 링크가 쳐낸 자신의 공격을 받으면 그림이 되어 벽으로 들어간다.

## 필드와 던전
본 작품은 하이랄과 평행세계인 로우랄 두 세계가 무대이다. 전반에는 하이랄에서 스토리를 진행하고 이후 하이랄과 로우랄을 오가며 스토리를 진행한다. 로우랄과 하이랄은 벽의 균열로 연결되어있어 벽화가 된 뒤 균열로 들어가 왕래할 수 있다.

### 주요 지역

#### 하이랄 (ハイラル)
링크와 젤다가 살고 있는 세계
링크의 집/ 라비오 상점
링크의 집. 라비오가 정착해 아이템 샵이 된다.
카카리코 마을 (カカリコ村)
하이랄의 서쪽에 있는 마을. 조라 족에게서 미끈미끈 돌을 훔친 남자를 쫓으면 다다르게 된다. 사하스라라가 여기에 거주한다.
헤브라 산 (ヘブラ山)
하이랄 북동부의 화산. 롯소의 광산과 헤라의 탑이 있다.
신비한 사막 (あやしの砂漠)
하이랄 남서부의 사막. 사막의 신전이 있다.
하일리아 호수 (ハイリア湖)
하이랄 남동부의 호수. 바람의 관이 있다.
미로숲 (迷いの森)
카카리코 마을 북쪽에 있는 숲. 마스터 소드가 봉인되어 있다.

#### 로우랄 (ロウラル)
힐다가 통치하는 세계. 전작 신들의 트라이포스의 어둠의 세계에 해당한다. 원래 이 세계에도 트라이포스가 있었으나 이를 둘러싸고 다툼이 끊이지 않아 다툼을 끝내기 위해 힐다의 조상이 트라이포스를 파괴했으며 현재 황폐해졌다.
신들의 트라이포스에서는 문 펄을 갖지 않은 사람은 모습이 몬스터나 동물, 나무로 변하는 세계였으나 이번 작품에서는 보통 사람이 살고 있다.
또 빛의 세계에서 벌어진 일이 어둠의 세계에도 영향을 끼친다는 설정도 이번 작품에는 있지 않다.
버려진 자들의 마을 (はぐれ者の村)
로우랄 서부의 마을. 하이랄에서 카카리코 마을이 있는 장소에 있다.
데스마운틴 (デスマウンテン)
로우랄 북동부의 산. 하이랄의 헤브라 산에 해당한다. 전작에서는 거북 바위가 있었으나 이번 작품에는 얼음의 유적이 있다.
악마의 늪 (悪魔の沼)
로우랄 남서부의 호수. 하이랄에서 신비한 사막이 있는 곳. 서부에는 모래가 있고 아이린이 여기에 봉인되어있다.
해골 숲 (ドクロの森)
던전 항목 참조.

### 던전
하이랄에 5곳, 로우랄에 7곳이 있다. 다른 시리즈의 던전에 비해 난이도가 낮다.

#### 하이랄의 던전
동쪽 신전 (東の神殿)
하이랄 동부에 있다. 첫번째 던전으로 난이도는 낮다. 활과 화살을 이용해 크리스탈 스위치를 작동하는 부분이 있다. 보스는 유가.
바람의 관 (風の館)
하이리아 호수 중앙의 섬 위에 있는 풍차 건물에 있는 던전. 토네이도 로드를 이용해 탐색한다. 보스는 게토 마고.
헤라의 탑 (ヘラの塔)
전작에도 있는 헤브라 산에 있는 높은 탑. 이번 작에서는 전작보다 세로로 길쭉한 구조를 가지고 있으며 총 13층이다. 망치와 얼굴 블록을 이용해 올라간다. 보스는 데구테루.
하이랄 성 (ハイラル城)
하이랄 왕국의 성. 보스는 유가.

#### 로우랄의 던전
하이랄에 있는 던전에서 큰 보물상자에는 큰 문 열쇠만 있지만, 로우랄에 있는 던전의 큰 보물상자에는 콜렉트 아이템 (옷과 마스터 소드 강화 소재 등)이 있기도 하다.
어둠의 신전 (闇の神殿)
전작에도 있었던 로우랄 동부의 신전. 하이랄에는 동쪽 신전이 있는 곳. 빛과 관련된 장치나 빛이 있으면 보이지 않는 발판, 벽이 있다. 보스는 쥬얼락.
물의 사원 (水のほこら)
전작에도 있었던 로우랄 남쪽의 던전. 물과 관련된 장치가 많이 등장한다. 수수께끼 풀이와 후크샷 사용이 필요하다. 보스는 워트.
해골 숲 (ドクロの森)
전작에도 있었던 로우랄 북서부의 숲과 지하 던전. 하이랄에서 미혹의 숲이 있는 곳이다. 지상과 지하를 오가며 진행한다. 지하 미궁에서는 폴 마스터 (フォールマスター)가 떨어진다. 보스는 너클 마스터.
버려진 자들의 아지트 (はぐれ者のアジト)
버려진 자들의 마을에 있는 던전. 지하에는 여자 도둑이 잡혀있는 감옥이 있고 후반에는 그녀를 데리고 탈출한다. 보스는 스탈 블라인드.
얼음 유적 (氷の遺跡)
데스마운틴에 있는 던전. 전작에서 거북 바위가 있던 자리에 있다. 바닥이 좁고 얼음으로 되어있는 곳이 많아 신중한 조작이 필요하다. 파이어 로드를 사용하거나 얼굴 모양 조각의 혀를 당겨 장치를 작동시키며 진행한다. 보스는 블랙 슈 아이즈.
사막의 신전 (砂漠の神殿)
전작에도 있던 신비의 사막에 있는 던전. 모래가 많아 샌드 로드를 많이 사용하게 된다. 보스는 자가나가. 던전 자체는 하이랄에 있으나 보스의 문을 나가면 던전 외부에 있는 균열로 이어지고 균열로 들어가면 로우랄에 있는 악마의 늪 서쪽의 모래 지역으로 가게된다.
거북바위 (カメイワ)
로우랄에 있는 거북이 모양의 바위 속에 있는 던전. 전작의 얼음 탑이 있던 자리에 있다. 던전은 전체적으로 거북이 모양을 하고 있다. 내부는 용암으로 채워져 있으며, 아이스 로드로 용암을 식혀 진행한다. 보스는 볼가롯크.
로우랄 성 (ロウラル城)
로우랄의 중심부에 있는 성. 전작에서 피라미드가 있던 자리에 위치해 있는 본작의 마지막 던전. 4마리의 중간 보스를 쓰러뜨리고 큰 문을 여는 것이 목적. 그 앞에는 최종 보스가 기다리는 왕의 방이 있다.

## 아이템

### 콜렉트 아이템

#### 검
잊어버린 검 (忘れ物の剣)
하이랄의 병사장이 대장간에서 잊어버린 검. 누구나 다룰 수 있게 설계되어있으며, 위력은 낮다.
마스터 소드 (マスターソード)
미혹의 숲에 잠들어 있던 퇴마의 검. 하이랄 성을 봉인하고 있던 마력을 깨뜨릴 수 있다. 체력이 모두 차 있을 때 휘두르면 빔을 쏠 수 있다.
마스터 소드 LV2
마스터 소드를 강하게 할 수 있는 특수 광석 "마스터 스톤"을 한 인물에게 전달하면 얻을 수 있다. 칼의 몸체가 빨간색으로 변해 위력이 강해진다.
마스터 소드 LV3
마스터 소드 LV2를 소지한 상태에서 다시 한 인물에게 "마스터 스톤"을 건네면 얻을 수 있다. 검신이 황금빛으로 빛나며 칼의 빔도 위력이 상승한다. 어디서 하는지 힌트를 주자면 마스터 소드를 LV2로 강화시킨 후 나오는 대사가 "뭐, 그런 사람은 적어도 이 세상엔 없을 테니까"라는 대사에 힌트가 숨어있다.

#### 옷
녹색 옷
링크가 처음부터 입고있는 대장장이 작업복. 대장장이의 아내가 만든 특제 옷이다.
파란 옷
데미지가 반감되는 옷.
빨간 옷
파란 옷보다 더 데미지를 줄여주는 특수 섬유로 만들어진 본작 최강의 옷.

#### 방패
방패
상점에서 50루피를 주고 구입할 수 있는 평범한 방패. 화살과 돌 등의 물리적 공격을 막을 수 있다.
하일리아의 방패 (ハイリアの盾)
고대의 기술로 만들어진 방패. 보통의 방패는 막지 못했던 불꽃과 빔, 레이저 등도 막을 수 있게 되었고 방패를 먹는 몬스터도 먹을 수 없다. 폭발 등 일부 공격은 막을 수 없다.

#### 장비
라비오의 팔찌 (ラヴィオの腕輪)
라비오가 링크의 집에 머물게 되면서 보답으로 준 낡은 팔찌. 벽에 들어가 벽화화 할 수 있다.
조라의 물갈퀴 (ゾーラの水かき)
조라 족에서 내려져 오는 고성능 물갈퀴. 깊은 물에 빠져도 죽지 않으며 잠수할 수 있다.
파워 글러브 (パワーグローブ)
채석장의 롯소가 애용하는 장갑. 작은 바위 등을 들 수 있다.
파워풀 글러브 (パワフルグローブ)
큰 바위도 들 수 있게 하는 최강의 글러브
벌 배지 (ハチバッヂ)
풀에서 나오는 벌에게 공격당하지 않게 되며 벌의 도움을 받을 수 있게 된다. 이 배지를 획득한 뒤 벌을 공격할 수 없게 된다.
페가수스의 신발 (ペガサスの靴)
L버튼을 누르면 바라보고 있는 방향으로 달릴 수 있다. 진행방향의 반대로 스틱을 조작하면 멈출 수 있다.
노력의 비결 (頑張りの秘訣)
노력을 위한 요령이 적힌 두루마리. 노력 게이지가 1.5배가 된다.

### 사용 아이템
등불 (カンテラ)
링크를 중심으로 주위가 약간 밝아지고 횃대에 불을 붙일 수 있다.
슈퍼 등불 (スーパーカンテラ)
조건을 충족하면 얻을 수 있는 횃불의 강화판. 불을 지피면 데미지가 8배로 늘어난다.
잠자리채 (ムシ獲りアミ)
벌과 요정을 잡을 수 있다.
슈퍼 잠자리채 (スーパームシ獲りアミ)
조건을 충족하면 얻을 수 있는 잠자리채의 강화판. 휘두르면 데미지가 8배로 늘어난다.
힌트 안경 (ヒントメガネ)
세계 곳곳에 있는 힌트 유령을 보여주는 안경. 이름처럼 유령에게 말을 걸면 힌트를 들을 수 있다. 힌트를 들을려면 3DS 본체를 가지고 걸었을 때 일정하게 얻는 게임 코인이 하나 필요하다.
빈병 (ビン)
잠자리채로 잡은 벌이나 요정, 상점에서 얻을 수 있는 물약 등을 넣을 수 있는 병. 하이랄, 로우랄에 총 5개가 있다.
빛의 화살 (光の弓矢)
전투 중 벽화가 된 상태에서만 사용가능. 트라이포스의 빛을 가지고 있다.

#### 라비오의 아이템
라비오의 상점에서 빌린 아이템은 링크가 쓰러지기 전까지 사용할 수 있고, 링크가 쓰러지면 회수되어 다시 라비오의 상점에 진열된다.
라비오 아이템을 사용하면 화면 왼쪽 하단의 "노력 게이지"가 줄어든다. 빌린 아이템은 아이콘에 라비오 마크가 있고, 아이템을 구입하면 마크가 없어지며 쓰러져도 회수되지 않는다.
구입한 아이템은 특정 조건을 충족하여 성능을 향상시킬 수 있고 이름도 "나이스 (아이템 이름)"으로 바뀐다.
활과 화살 (弓矢)
라비오의 상점에서 20루피에 대여 가능. 적이나 장애물에 닿을 때까지 날아간다. 다른 시리즈와 달리 노력 게이지를 소비하고 화살 개수 제한은 없다. 구매 가격은 800루피.
강화 후 한번에 세 방향으로 화살을 쏠 수 있다.
해머 (ハンマー)
라비오의 상점에서 20루피에 대여 가능. 링크의 정면을 내리쳐 말뚝을 치거나 적을 공격할 수 있다. 구매 가격은 800루피.
강화 후 충격의 범위가 넓어진다.
토네이도 로드 (トルネードロッド)
라비오의 상점에서 20루피에 대여 가능. 주위에 토네이도를 일으켜 잠시 공중에 뜰 수 있다. 공중에서 이동은 불가하다.
발생시킨 토네이도로 적을 기절시킬 수 있고 영향 범위가 넓고 강력해 노력 게이지 소비도 가장 많다. 구매 가격은 800루피.
강화 후 토네이도가 커지고 데미지도 줄 수 있다.
부메랑 (ブーメラン)
라비오의 상점에서 50루피에 대여 가능.
앞으로 날아간 뒤 다시 돌아온다. 적에게 맞추면 그 적의 움직임을 잠시 멈출 수 있으며 멀리 떨어진 아이템을 가져오거나 스위치를 작동 시킬 수 있다. 구매 가격은 800루피.
강화 후 속도와 사거리가 증가하고 한번에 3개까지 던질 수 있다.
후크샷 (フックショット)
라비오의 상점에서 50루피에 대여 가능.
부메랑처럼 적의 움직임을 멈추거나 멀리 떨어진 아이템을 가져올 수 있으며, 특정 사물에 쏘아 절벽을 뛰어 넘을 수 있다.
이번 작품에서는 보물 상자에 쏠 수 없다. 구매 가격은 800루피.
강화 후에는 발사 속도가 높아져 공격도 할 수 있다.
폭탄 (バクダン)
라비오의 상점에서 50루피에 대여 가능.
땅에 놓으면 잠시 후 폭발해 적에게 데미지를 주거나 약한 벽을 허물 수 있다. 링크도 폭발 데미지를 받을 수 있다.
놓은 폭탄을 다시 들어 던지는 것도 가능하다. 활처럼 노력 게이지를 소비하기 때문에 폭탄 개수는 한정되어 있지 않다. 구매 가격은 800루피.
강화 하면 폭발 범위와 위력이 강해진다.
파이어 로드 (ファイアロッド)
라비오의 상점에서 100루피로 대여 가능. 불덩이를 앞으로 날려 땅에 떨어지면 불기둥이 솟아 오른다.
불기둥은 얼음을 녹이거나 얼음으로 공격하는 적을 공격할 수 있다. 또 머리 위의 철망 등을 관통해 공격하거나 얼음을 녹일 수 있다.
링크가 불기둥에 닿으면 데미지를 받는다. 구매 가격은 1200루피로 라비오의 상점에서 가장 비싸다.
강화하면 불덩이의 크기가 커진다.
아이스 로드 (アイスロッド)
라비오의 상점에서 100루피에 대여 가능. 링크의 앞 허공에 얼음 덩어리를 만들어 아래로 떨어뜨린다.
용암을 일정 시간 굳히거나 적을 얼려 움직이지 못하게 할 수 있다. 빨간 거품 불꽃을 끌 수 있다.
얼음 덩어리는 머리보다 높은 곳에서 생겨 머리 위 적을 공격하거나 스위치를 작동 시킬 수 있다. 구매 가격은 1200루피로 파이어 로드와 마찬가지로 가장 비싸다.
강화 후에는 한번에 4개의 얼음 덩어리를 만들어 낸다.
샌드 로드 (サンドロッド)
라비오의 상점에서 50루피에 대여할 수 있으나 어떤 인물(은 현자 아스팔)이 링크보다 먼저 빌려 잠시 대여, 사용할 수 없다.
모래가 있는 장소에서 사용하면 일정 시간 링크의 앞에 모래 기둥을 만들 수 있다. 모래 기둥에 벽화로 들어갈 수 있으며, 빔 공격을 막거나 모래 속에 있는 적을 나오게 할 수 있다.
모래가 없는 곳에서도 사용할 수 있는데 이때 모래 기둥은 나오지 않고 적을 맞춰 기절 시킬 수 있다. 구매 가격은 800루피.
강화 하면 모래 기둥이 무너지지 않고 적을 맞췄을 때 기절하는 시간도 늘어난다.

## 미니 게임
지금까지의 시리즈처럼 일부 미니 게임의 경품에 하트 조각이 있다. 이번 작에서는 루피를 버는 게임이 많다.
보물상자 게임 (宝箱屋) (하이랄)
카카리코 마을에 있다. 50루피를 내면 두 보물 상자 중 하나를 열 수 있다. 하나에는 1루피가, 다른 하나에는 100루피가 들어있다.
꼬꼬 피하기 게임 (コッコよけ)
좁은 울타리 안에서 날아다니는 꼬꼬에 닿지 않도록 피하는 게임. 3가지 난이도가 있으며, 모두 30초를 넘기면 클리어. "엔드 리스" 모드는 꼬꼬에 닿을 때까지의 시간을 기록한다. (최대 1000초, 16분 40초)
후다닥 레이스장 (ダダっとレース)
하일리아 호수의 북동쪽에서 롯소의 집 뒤쪽까지 도보, 수영으로 제한 시간 내에 도착하면 클리어. 제한 시간은 처음에는 1분 15초, 그 이후에는 1분 5초이다.
아슬아슬 루피 게임 (ギリギリルピー)
30초 동안 루피를 모으는 게임. 30초 안에 아슬아슬 누나/ 형님에게 말을 걸어야 루피를 얻을 수 있고, 30초를 넘기면 루피를 몰수당한다. 멈춘 시간에 따라 보너스가 다르다. (30초에 가까울 수록 많다.) 하이랄과 로우랄의 입장료와 지형이 다르다.
옥타 구장 (オクタ球場)
로우랄 공터에서 할 수 있다. 던져진 공을 쳐 필드에 놓인 24개의 항아리를 맞추는 야구 같은 게임. 30구를 던지면 종료되며 그때까지 항아리를 맞춰 얻은 루피를 가질 수 있다.
보물상자 게임 (宝箱屋) (로우랄)
버려진 자들의 마을에 있다. 200루피를 내면 15개의 보물 상자 중 3개를 선택해 열 수 있다. 다양한 금액의 루피나 물약의 재료 등을 얻을 수 있다.
통쾌! 배틀 도장 (痛快!大バトル道場)
전작에서 가논의 탑이 있던 데스 마운틴에 있는 탑. 적을 모두 쓰러뜨려 한 층씩 올라가 최상층으로 올라가야 한다. 최상층에서 적을 쓰러뜨리면 클리어. 기본적으로 일반 몬스터들이 나오며 특정 층에서 중간 보스 급의 적과 데구테루가 나온다.

## 기타
섀도 링크 (シャドウリンク)
엇갈림 통신을 통해 다른 플레이어가 그림자 링크로 등장, 배틀을 할 수 있다.
트레저 헌트
하이랄과 로우랄 곳곳에 작은 던전이 있다. 던전에는 고액의 루피가 들어있는 보물 상자가 있다. 보물 상자에 도달하기 위해서는 난이도가 높은 조작이 필요하다.
- 본 작의 발매일에 다운로드 버전과 금색 본체에 트라이포스가 새겨져 있는 닌텐도 3DS XL "젤다의 전설 신들의 트라이포스2 한정판 패키지"가 동시 발매되었다.
- 광고 음악은 전작의 광고 음악을 제작한 스챠다라파가 제작했다.

## 평가
| 평가 |        |
| --- | ------ |
| 통합 점수 통합사 점수 메타크리틱 91/100 [ 5 ] 평론 점수 평론사 점수 게임 인포머 10/10 [ 6 ] 게임스팟 9/10 [ 7 ] 게임스레이더+ [ 8 ] IGN 9.4/10 [ 9 ] 닌텐도 라이프 10/10 [ 10 ] 폴리곤 9.5/10 [ 11 ] |        |
| 통합 점수 |        |
| 통합사 | 점수   |
| 메타크리틱 | 91/100 |
| 평론 점수 |        |
| 평론사 | 점수   |
| 게임 인포머 | 10/10  |
| 게임스팟 | 9/10   |
| 게임스레이더+ | [ 8 ]  |
| IGN | 9.4/10 |
| 닌텐도 라이프 | 10/10  |
| 폴리곤 | 9.5/10 |